# 協和站 (巴黎地鐵)
协和站（法語：Concorde）是法国巴黎地铁1号线、8号线和12号线共用的一个车站，位于巴黎一區與巴黎八區的邊界，1號線月台於1900年8月13日启用，12號線月台於1910年11月5日啟用，8號線月台於1914年3月12日啟用。
本站位於協和廣場之下，因此得名。協和廣場上的路克索方尖碑（L'obélisque de Louxor）、橘園美術館（Musée de l'Orangerie）、杜勒麗花園（Jardin des Tuileries）、國立網球場現代美術館（Galerie nationale du Jeu de Paume）皆在此站附近。
本站12號線月台的牆壁每一片磁磚上有一個字母，為人權和公民權宣言的全文。本站亦是美國詩人艾茲拉·龐德（Ezra Pound）著名詩詞「地鐵車站」（In A Station Of The Metro）的靈感來源。

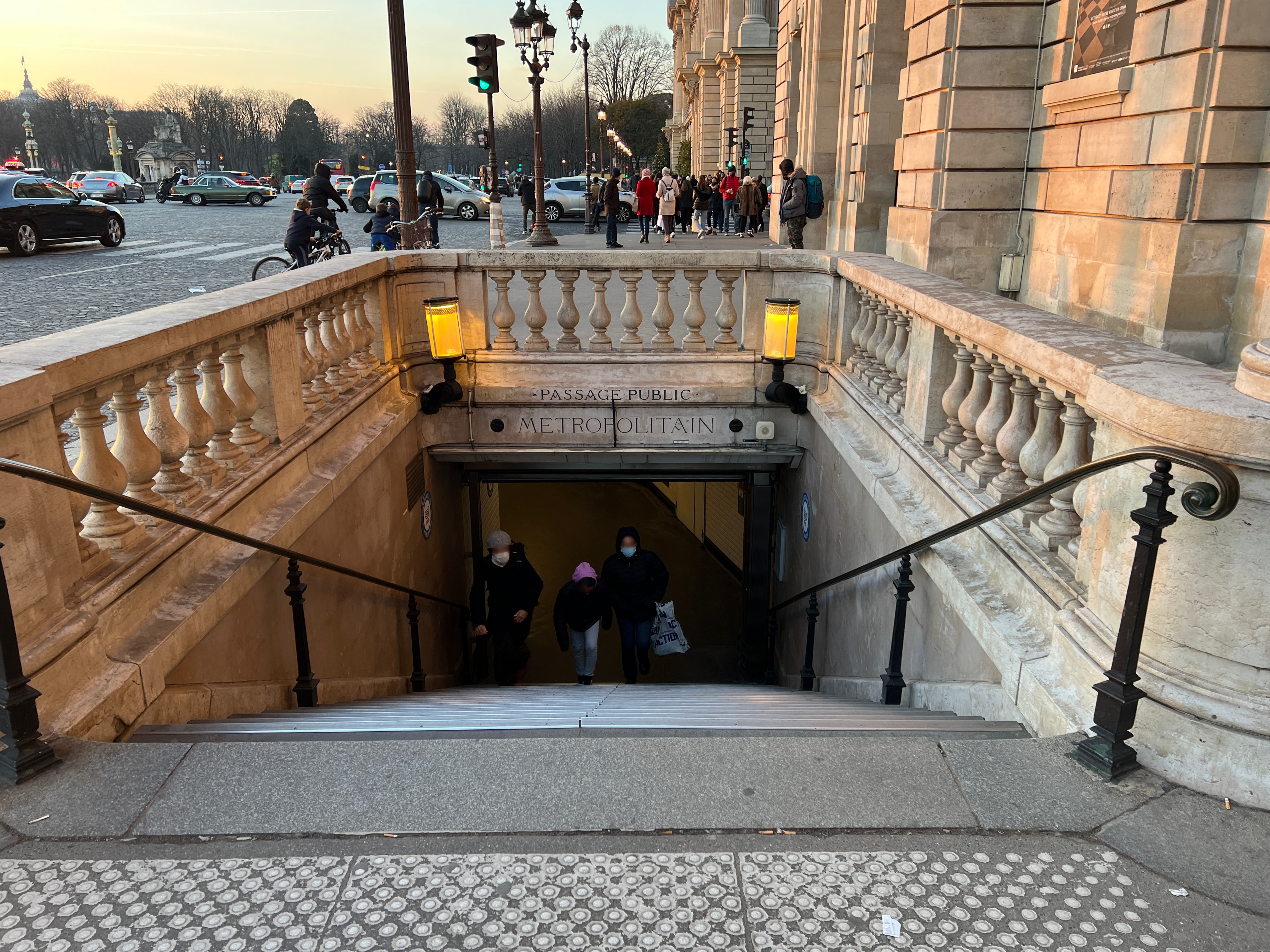
協和廣場上的入口 (2021年12月)

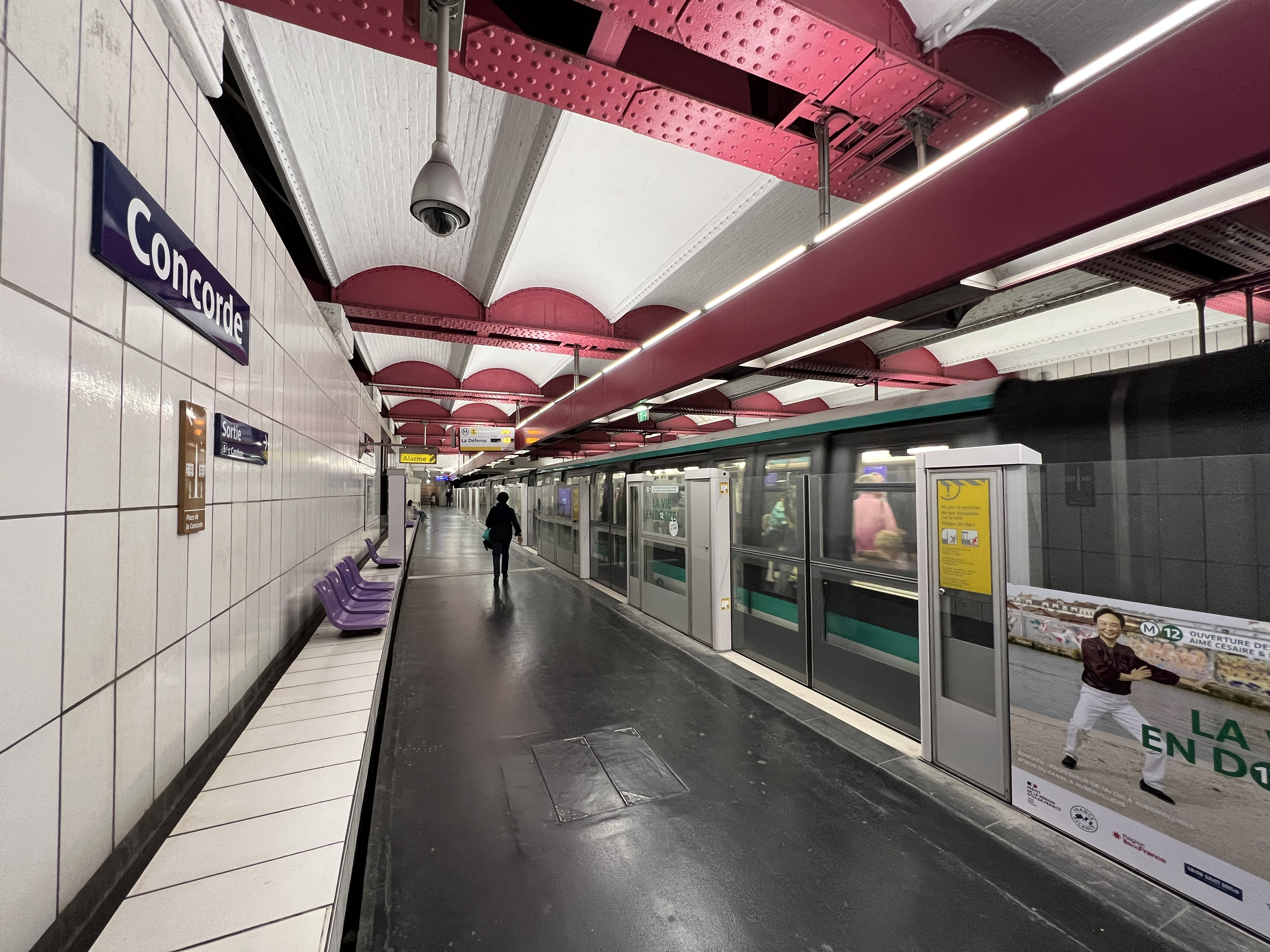
1號線月台 (2022年5月)

## 車站結構
| 街道       |                                  |                                  |
| B1         | 連接層                           |                                  |
| 8號線月台  | 側式月台，右側開門               | 側式月台，右側開門               |
| 8號線月台  | 南行                             | 往巴拉（榮軍院）                 |
| 8號線月台  | 北行                             | 往湖之角（瑪德蓮）               |
| 8號線月台  | 側式月台，右側開門               |                                  |
| 1號線月台  | 設有月台幕門的側式月台，右側開門 | 設有月台幕門的側式月台，右側開門 |
| 1號線月台  | 西行                             | 往拉德芳斯（香榭麗舍-克列孟梭）  |
| 1號線月台  | 東行                             | 往文森城堡（杜伊樂麗）           |
| 1號線月台  | 設有月台幕門的側式月台，右側開門 |                                  |
| 12號線月台 | 側式月台，右側開門               | 側式月台，右側開門               |
| 12號線月台 | 南行                             | 往伊西市政府（國民議會）         |
| 12號線月台 | 北行                             | 往奧貝維埃市政府（瑪德蓮）       |
| 12號線月台 | 側式月台，右側開門               |                                  |